# Breda Folgore
Il Folgore è un'arma anticarro senza rinculo italiana sviluppata dalla Breda a partire dal 1974. È stata adottata dall'Esercito Italiano nel 1986 e prodotta fino al 2001 in oltre 800 esemplari.

## Descrizione
Il Folgore è un cannone senza rinculo che utilizza un proiettile con propulsione ausiliaria a razzo da 80mm, con testata HEAT o HE, in grado di ingaggiare bersagli fino ad una distanza di circa 1000 metri. L'arma è costituita da un lungo tubo di lancio riutilizzabile costruito in acciaio al nichel-cobalto ad alta resistenza. L'uso della lega al nichel-cobalto non solo mantiene il peso a un livello ragionevole, ma permette anche il lancio di proiettili ad una velocità molto superiore a quello delle altre armi della sua categoria precedentemente realizzate. Per caricare il Folgore la culatta deve essere sbloccata ed inclinata lateralmente per inserire il proiettile, il cui bossolo contiene circa un chilogrammo di propellente ed è perforato lungo i lati per consentire, al momento del tiro, la fuoriuscita di parte dei gas da un ugello posto sul retro dell'arma, annullando l'effetto del rinculo. Dopo che il proiettile esce dalla canna, sei alette leggermente inclinate scattano in posizione aperta per impartire la rotazione necessaria per assicurare la precisione del tiro. Dopo che il proiettile ha raggiunto una distanza di sicurezza si accende un motore a razzo, aumentandone la velocità da 385 m/s a 500 m/s, e dandogli una traiettoria quasi piatta fino ad una distanza di 500 metri

## Funzionamento
Il Folgore può essere utilizzato in due configurazioni. La prima è l'utilizzo come arma spalleggiabile, a puntamento diretto, con una gittata massima effettiva di circa 500 metri. L'altra e più comunemente utilizzata è con l'arma montata su un bipiede o un treppiede con un telemetro a coincidenza dalle Officine Galileo (prevista inizialmente ma non montata causa ristrettezze di bilancio), che sovrappone un puntino lampeggiante sul mirino del tiratore mostrando il punto di mira e il vero punto di impatto, simile al tipo sviluppato per primi modelli del cannone senza rinculo svedese Carl Gustav.
Questa configurazione richiede un equipaggio di due persone (tiratore e servente/portamunizioni) e permette una gittata massima effettiva di 1000 metri. L'arma è dotata di un mirino telescopico a cinque ingrandimenti, e può essere montato un mirino notturno.
Il Folgore è un'arma molto accurata e con una discreta cadenza di tiro. Serventi esperti sono in grado di sparare un colpo ogni 15 secondi, ma questo rateo di tiro può essere mantenuto solo per due minuti prima che la canna si surriscaldi.

## Munizioni
Il proiettile HEAT ha una velocità iniziale di 385 m/s e raggiunge una velocità massima di 500 m/s con l'accensione della propulsione a razzo. Il tempo di volo sulla distanza di 1000 metri è di soli tre secondi. L'altezza massima della traiettoria è di 2,2 metri a 500 metri e meno di tre metri a 700 metri. Sia il breve tempo di volo che la bassa traiettoria sono elementi estremamente importanti per garantire al proiettile la massima precisione.
Il peso del proiettile HEAT è di 5.2 chilogrammi e la testata bellica, caricata con Composizione-B,  è in grado di penetrare circa 45mm di acciaio RHA (corazza omogenea laminata), insufficiente per penetrare la corazza frontale dei carri armati moderni o con corazze protette da pannelli ERA. Conserva comunque una propria utilità come arma di supporto d'assalto contro bunker e postazioni fortificate, e contro veicoli blindati leggeri.

## Impiego
A causa dei lunghi tempi di sviluppo e di approvvigionamento l'arma entrò in servizio troppo tardi, quando oramai le sue prestazioni erano chiaramente insufficienti contro i carri armati di nuova generazione. Considerazioni di peso ed ingombro, unite alla ampia disponibilità di sistemi controcarro missilistici di prestazioni comunque superiori, resero poco interessanti i possibili interventi migliorativi, quale l'uso di telemetri laser o di testate HEAT multiple. Nonostante la sua robustezza, semplicità d'uso e buone prestazioni rispetto alle armi simili, il Folgore non venne quindi distribuito ai reparti operativi su larga scala, come inizialmente previsto, ma venne usato solo sporadicamente per limitate attività addestrative.
A partire dal 2015 un numero imprecisato di sistemi Folgore sono stati consegnati a militari curdi dei Peshmerga inquadrati nella Guardia Nazionale Irachena come parte degli aiuti militari italiani per contrastare lo Stato Islamico, nell'ambito della missione "Prima Parthica".